# Stonington (Illinois)
Stonington – wieś w Stanach Zjednoczonych, w stanie Illinois, w hrabstwie Christian.